# Lauritz Eckardt
Lauritz Andreas Eckardt (12. januar 1829 – 7. september 1889) var cand.phil. og skuespiller. Han blev født i Helsingør som søn af købmand Christian Frederik Eckardt og Marie Vilhelmine Johnsen. Skuespiller ved Det kgl. Teater.
- Han blev døbt 12. april 1829 i Sankt Olai Kirke
- Han blev gift 18. juni 1863 med Josephine Thorberg
- Ægteskabet opløstes efter næsten femten år i 1877

Var bror til etatsråd Johan Christian Frederik Eckardt.
Var god ven af balletdanser Harald Scharff (1836-1912).
Eckardt og Scharff var nære omgangsvenner af H.C. Andersen i dennes senere år. Herom vidner de talrige gange de omtales i digterens dagbog; se dennes register Arkiveret 10. marts 2007 hos  Wayback Machine. Ejendommeligt nok læses det sammesteds at Lauritz Eckardt var søn af Marie Vilhelmine Eckardt – ingen fader er anført.